# Ramona Portwich
Ramona Portwich (Rostock, 5 gennaio 1967) è un'ex canoista tedesca.
Ha partecipato e vinto medaglie in tre edizioni olimpiche e numerosi titoli mondiali. Ha gareggiato prima per la squadra della Germania Est e poi per la Germania unificata.

## Palmarès
- Giochi olimpici
  - Seul 1988: oro nel K4 500 m
  - Barcellona 1992: oro nel K2 500 m e argento nel K4 500 m
  - Atlanta 1996: oro nel K4 500 m e argento nel K2 500 m

- Mondiali
  - 1987: oro nel K4 500 m
  - 1989: oro nel K2 5000 m
  - 1990: oro nel K2 500 m, K2 5000 m e K4 500 m
  - 1991: oro nel K2 500 m, K2 5000 m e K4 500 m
  - 1993: oro nel K2 5000 m e K4 500 m, bronzo nel K2 500 m
  - 1994: oro nel K4 500 m e argento K4 200 m
  - 1995: oro nel K2 500 m e K4 500 m, argento nel K4 200 m